# Heinrich Heesch
Heinrich Heesch (Quiel, 25 de junho de 1906 — Hanôver, 26 de julho de 1995) foi um matemático alemão.
Na Universidade de Gotinga trabalhou com teoria dos grupos. Em 1993 Heesch testemunhou o expurgo Nacional Socialista dentre os membros da universidade. Não querendo tornar-se membro da organização nacional socialista, filiação obrigatória para os professores universitários, desistiu de sua posição universitária e foi trabalhar com seus pais em Quiel, até 1948.
Durante este tempo pesquisou sobre tesselação. Em 1955 começou a lecionar na Universidade de Hannover, trabalhando com teoria dos grafos. Neste período desenvolveu trabalho pioneiro com métodos para uma prova auxiliada por computador do então ainda sem ser provado teorema das quatro cores. Em particular, foi o primeiro a investigar a noção de "descarga", que tornou-se fundamental para a prova auxiliada por computador realizada por Kenneth Appel e Wolfgang Haken.
Entre 1967 e 1971 Heesch viajou para os Estados Unidos diversas vezes, onde computadores mais potentes estavam disponíveis, e onde trabalhou com Haken e Yoshio Shimamoto. Durante a fase crucial deste projeto, a agência financiadora alemã DFG cancelou o suporte financeiro. Após o sucesso de Appel e Haken, Heesch trabalhou no aprimoramento e simplificação de suas provas, tarefa que efetuou até mesmo depois de aposentar-se.

## Obras
- Heinrich Heesch, Untersuchungen zum Vierfarbenproblem, Bibliographisches Institut, Mannheim 1969.
- Bigalke, Hans-Günther (Ed.), Heinrich Heesch, Gesammelte Abhandlungen, Bad Salzdetfurth 1986.